# Киборг (филм)
Киборг (енгл. Cyborg) је амерички научнофантастични акциони филм из 1989. године режисера Алберта Пјуна, са Жаном-Клодом ван Дамом, Дебором Рихтерс, Винсентом Клином и Дејл Хадон у главним улогама. Радња филма смештена је у пост-апокалиптичну будућност, и прати човека по имену, Гибсон Рикенбакер, који покушава да освети смрт своје породице убијањем вође банде пирата, Фендера Тремола, као и да уједно спаси жену киборга у којој се налазе кључне информације за опстанак човечанства.
Снимање филма је трајало укупно 23 дана, и у потпуности је снимљен у Вилмингтону, Северна Каролина. И поред тога што је снимљен скромним финансијским средствима, успео је да значајно увећа продукцијски буџет, што је компанији The Cannon Group пуно значило јер се у то време налазила у финансијским проблемима.
Иначе, компанија The Cannon Group је првобитна планирала да сними наставак филма Господари свемира из 1987, као и филм о Спајдермену, које је требало да режира управо режисер Алберт Пјун, али су међутим та два пројекта отказана услед финансијских проблема које је компанија имала у то време. А пошто је компанија била већ потрошила 2 милиона $ на костимографију и сценографију за оба филма, одлучили су да започну нови пројекат како би повратили тај новац.
Киборг је имао генерално негативан пријем код критичара упркос великом успеху на благајнама, а интересантно је да је Ван Дам одбио чак две улоге, и то у филмовима Делта одред 2 и Амерички нинџа 3, да би се појавио у овој.

## Радња
У пост-апокалиптичној будућности, глад и куга побиле су већину становништва већ уништене планете Земље. Научници раде на леку за кугу, али недостају им још неки потребни састојци како би завршили посао и тако спасили човечанство. Перл Пропет је жена киборг која има кључне информације потребне за научнике. Гибсон Риканбакер је човек који јој помаже да стигне до њих, али им се на путу испречи банда озлоглашених пирата, која је побила његову породицу. Након што пирати отму Перл од њега, Гибсон креће њиховим стопама како би убио вођу, Фендера Тремола, и на тај начин осветио смрт своје породице, и да би уједно заштитио Перл.

## Улоге
| Глумац               | Улога                     |
| -------------------- | ------------------------- |
| Жан-Клод ван Дам     | Гибсон Рикенбакер         |
| Дебора Рихтерс       | Нади Симонс               |
| Винсент Клин         | Фендер Тремоло            |
| Дејл Хадон           | Перл Профет               |
| Алекс Данијелс       | маршал Страт              |
| Блејс Лунг           | Фурман Вукс, пират бандит |
| Хејли Питерсон       | Хејли                     |
| Тери Батсон          | Мери                      |
| Ралф Мелер           | Брик Бардо                |
| Стефанос Милтсакакис | пират 1                   |
| Чак Ален             | пират 2                   |
| Мет Маколм           | пират 3                   |